# Lijst van werelderfgoed in België
De lijst van Werelderfgoed in België bevat sites ingeschreven in de UNESCO Werelderfgoedlijst dat wordt beschouwd als onvervangbaar, uniek en van groot belang om te behouden, zoals beschreven in de UNESCO Wereldergoedconventie in 1972. België ratificeerde deze conventie in 1996
In 1998 werd het eerste Belgische werelderfgoed toegevoegd aan de lijst. Sindsdien werden er 15 objecten in België opgenomen in lijst: veertien als cultureel en één als natuurerfgoed. Vier ervan zijn transnationaal.
Verschillende objecten omvatten sites op verschillende locaties: 33 belforten, 13 Vlaamse begijnhoven, 4 herenhuizen van Victor Horta en 4 mijnsites in Wallonië. Zodoende zijn er in België 63 plaatsen erkend als Werelderfgoed. Dit cijfer kan teruggebracht worden tot 61 als men er rekening mee houdt dat het Begijnhof en Belfort van Brugge deel uitmaken van het erkende historische centrum van Brugge.
België heeft ook 16 objecten voorgedragen voor de kandidatenlijst.

## Lijst van werelderfgoed
De nummers en criteria in de tabellen zijn zoals die worden gebruikt op de UNESCO-website. Er zijn drie verschillende typen mogelijk: cultuur, natuur en gemengd.
De selectiecriteria i, ii, iii, iv, v en vi zijn de cultuurcriteria, en de selectiecriteria vii, viii, ix, en x zijn de natuurcriteria.
| Naam                                                                                        | Afbeelding                 | Locatie | Periode                     | UNESCO data                                    | Noot |
| ------------------------------------------------------------------------------------------- | -------------------------- | --- | --------------------------- | ---------------------------------------------- | --- |
| Vlaamse begijnhoven                                                                         | Begijnhof Brugge           | Brugge, Dendermonde, Diest, Gent, Hoogstraten, Kortrijk, Leuven, Lier, Mechelen, Sint-Amandsberg, Sint-Truiden, Tongeren en Turnhout | 13de eeuw                   | 855; 1998; ii, iii, iv (cultureel)             | 13 begijnhoven |
| Belforten in België en Frankrijk                                                            |                            | In België: Antwerpen Kathedraal, Antwerpen Stadhuis, Herentals, Lier, Mechelen Kathedraal, Mechelen Stadhuis, Brugge, Diksmuide, Kortrijk, Lo-Reninge, Menen, Nieuwpoort, Roeselare, Tielt, Veurne, Ieper, Aalst, Dendermonde, Eeklo, Gent, Oudenaarde, Leuven, Tienen, Zoutleeuw, Sint-Truiden, Tongeren, Binche, Charleroi, Bergen, Thuin, Doornik, Gembloux en Namen | 11de tot 17de eeuw          | 943; 1999, 2005 (extended); ii, iv (cultureel) | 56 transnationale belforten waarvan 33 in België |
| Historisch centrum van Brugge                                                               |                            | Brugge | 12de tot 19de eeuw          | 996; 2000; ii, iv, vi (cultureel)              | |
| Grote Markt van Brussel                                                                     |                            | Brussel | 1695–1699                   | 857; 1998; ii, iv (cultureel)                  | |
| Vier scheepsliften op het Centrumkanaal en hun omgeving                                     |                            | La Louvière en Le Roeulx | 1888–1917                   | 856; 1998, iii, iv (cultureel)                 | |
| Herenhuizen van de architect Victor Horta                                                   | Maison Horta, Brussels     | Brussel en Sint-Gillis | 19de en 20ste eeuw          | 1005; 2000; i, ii, iv (cultureel)              | 4 huizen: Hotel Tassel, Hotel Solvay, Hotel van Eetvelde en de woning en atelier van Horta |
| Stocletpaleis                                                                               |                            | Sint-Pieters-Woluwe | 1911                        | 1298; 2009; i, ii (cultureel)                  | |
| Plantin-Moretuscomplex                                                                      |                            | Antwerpen | 16de tot 17de eeuw          | 1185; 2005; ii, iii, iv, vi (cultureel)        | |
| Het architecturaal werk van Le Corbusier, een buitengewone bijdrage aan de Moderne Beweging | Blik op het Maison Guiette | In België: Antwerpen | 1927                        | 1321; 2016; i, ii, vi (cultureel)              | Transnationale selectie van 16 gebouwen van Le Corbusier in Argentinië, België, Duitsland, Frankrijk, India, Japan en Zwitserland met Maison Guiette in België, afgewerkt in 1927. |
| Neolithische vuursteenmijnen in Spiennes                                                    |                            | Bergen | Neolithicum 4300–2200 v.Chr | 1006; 2000; i, iii, iv (cultureel)             | |
| Belangrijkste mijnsites van Wallonië                                                        | Grand Hornu                | Boussu, La Louvière, Charleroi en Blegny | 19de en 20ste eeuw          | 1344; 2012; ii, iv (cultureel)                 | 4 voormalige mijnsites Grand-Hornu, Bois-du-Luc, Bois du Cazier en Blegny-Mine |
| Onze-Lieve-Vrouwekathedraal in Doornik                                                      |                            | Doornik | 12de eeuw                   | 1009; 2000; ii, iv (cultureel)                 | |
| Oude en voorhistorische beukenbossen van de Karpaten en andere regio's van Europa           |                            | Zoniënwoud in regio Brussel, Vlaanderen en Wallonië | N/A                         | 1133; 2017; ix (natuurlijk)                    | oorspronkelijk in Oekraïne en Slowakije, uitgebreid naar Duitsland in 2011 en naar Albanië, Bulgarije, Italië, Kroatië, Oostenrijk, Slovenië, Spanje, Roemenië en ook België (Zoniënwoud) in 2017. Het werelderfgoed omvat enkel de drie bosreservaten Joseph Zwaenepoel (Vlaanderen), Le Ticton (Wallonië) en Grippensdelle (Brussel). |
| De Historische kuuroorden van Europa met de thermen van Spa                                 |                            | Spa | 20de eeuw                   | 1613; 2021; ii, iii (Cultureel)                | |
| Koloniën van Weldadigheid                                                                   |                            | In België : Wortel | 19de eeuw                   | 1555; 2021; ii, iv (Cultureel)                 | samen met Nederland |
| Begraafplaatsen en herdenkingssites van de Eerste Wereldoorlog (Westelijk Front)            |                            | In België: 27 sites in de Westhoek en 16 in Wallonië. | 20ste eeuw                  | 1567; 2023; iii, iv, vi (Cultureel)            | samen met Frankrijk |

## Kandidatenlijst
Landen kunnen voorstellen doen voor nominatie als Werelderfgoed. Daarvoor moet die sites opgenomen worden op een lijst die wordt ingediend bij de UNESCO. Enkel sites die opgenomen op zo een kandidatenlijst bij de UNESCO komen in aanmerking om genomineerd te worden als Werelderfgoed. In 2019 stonden onderstaande 18 Belgische sites op de kandidatenlijst met het UNESCO-nummer en het jaar waarin het aan de lijst werden toegevoegd:
- De historische middeleeuwse kern van Gent en de twee stichtende abdijen (856 2002).
- De historische kern van Antwerpen: tussen de Schelde en de oude stadswallen van rond 1250 (857 2002).
- Leuven: de universiteitsgebouwen, de erfenis van zes eeuwen in het historische centrum (1712 2002).
- De Galerijen in Brussel: de Koninklijke Sint-Hubertusgalerijen (5355 2008).
- Het architecturale oeuvre van Henry van de Velde (5356 2008).
- Het Justitiepaleis van Brussel (5357 2008).
- Het plateau van de Hoge Venen (5358 2008).
- Het tracé Bavay-Tongeren van de Romeinse heirbaan Boulogne-Keulen op het grondgebied van Wallonië (5359 2008).
- Het Paleis van de Prins-bisschoppen in Luik (5361 2008).
- Het slagveld van Waterloo, het einde van het napoleontisch tijdperk (5362 2008).
- Het Panorama van de Slag bij Waterloo, bijzonder belangrijk voorbeeld van het "Panorama-fenomeen" (5364 2008).
- De Citadellen aan de Maas: Dinant, Namen, Hoei en Luik (5365 2008).
- Hoge Kempen: overgangslandschap ruraal-industrieel (5623 2011).
- Begraafplaatsen en monumenten van de Eerste Wereldoorlog (samen met Frankrijk met 25 plaatsen in België) (5886 2014).
- De Neanderthalergrotten in Wallonië (6398 2019).
- Gasthuis Notre-Dame à La Rose in Lessines (6399 2019)